# Николай Николов (футболист, р. 1984)
Вижте пояснителната страница за други личности с името Николай Николов.
Николай Стефанов Николов (познат и като Нико Николов), е български футболист, нападател, състезател от лятото на 2012 година на ФК Сливнишки герой (Сливница).
Израства в спортно семейство – баща му Стефан Найденов-Тото и чичо му Александър Найденов-Сандо са дългогодишни футболисти на ФК Септември (София), нещо което още от малък повлиява на развитието на младежа. Още от 1-ви клас той започва да учи в столичното спортно 57-о училище, което е признато за „люпилня“ на футболисти.

## Футболна кариера
Израства в школата на столичния Септември (София), където тренира под ръководството на Петко Петков.
През 2001 година дебютира с мъжкия състав на ФК Левски (Долна баня), изиграва 17 мача и отбелязва 10 гола. Следва петгодишен престой в столичния ФК Люлин, с който се състезава в столичната областна и В АФГ. За тима на сотличани има 194 мача в които е отбелязал 67 гола. Високата му резултатност му дава първи професионален договор с отбора на ПФК Локомотив (Мездра), с който изиграва 14 мача в Б ПФГ и отбелязва 3 гола. Преминава в друг отбор от този регион – ПФК Чавдар (Бяла Слатина), който също се състезава в Б група.
След картък престой в Бяла Слатина напуска тима и се озовава отново в столичния ФК Люлин, където играе още два сезона, преди през 2009 година да се завърне в родния ФК Септември от столичния квартал „Красна поляна“. По онова време отборът е в окръжната група, но след добри резултати се завръщат в ЮЗ В ФГ. Там играе до 2012 година, когато напуска тима за Сливница.

### Сливнишки герой
През лятото на 2012 г. започва подготовка с отбора на Сливнишки герой, като след отлично представяне в подготовката е картотекиран в отбора през месец август същата година.
Дебютира за сливничани в официален мач на 19 август 2012 г. в мач от първи кръг на В АФГ срещу Перун (Кресна), като отбелязва за 0-1 (к.р.1-1) в 29 мин. Второто си попадение бележи срещу родният ФК Септември Сф (завършил 4-1).